# Kazanci (Czarnogóra)
Kazanci (cyr. Казанци) – wieś w Czarnogórze, w gminie Nikšić. W 2011 roku liczyła 61 mieszkańców.